# 鞘茗荷科
鞘茗荷科（学名：Koleolepadidae）为只有鞘茗荷属（Koleolepas）一个属的藤壶单属科。Chan等人在2021年发表的研究，将鞘茗荷科并入异茗荷科（Heteralepadidae），而鞘茗荷科就不再使用。

## 下级分类
以前本科包括以下属：
- 鞘茗荷属 Koleolepas